# 奥会津編み組細工
奥会津編み組細工（おくあいづあみくみざいく）は、福島県奥会津地方の大沼郡三島町を中心に伝承されている伝統工芸品。ヒロロ、マタタビ、山ブドウなどの植物を素材とし、日常生活で用いる編みカゴ、笊などが作られる。2003年（平成15年）に国の伝統的工芸品に指定され、農民の工芸が指定されるのは全国初めてであった。

## 概要
三島町では、冬季の農家の手仕事として、農作業具や生活用具が作られてきた。素材を山野で採取し、必要なものを必要な分だけ作るのが特徴。
1981年（昭和56年）、技術伝承や町づくりを図るべく、工業意匠学の宮崎清千葉大学講師の協力により、「生活工芸運動」が提唱された。以来、町ではものづくり教室や生活工芸品展などが行われている。

## 施設・イベント
1986年（昭和61年）、生活工芸の拠点施設として三島町生活工芸館がオープンした。1991年（平成3年）には貸し工房「工人の館」が開設された。
三島町では毎年3月に生活工芸品展が開かれる。毎年6月には、ふるさと会津工人まつりが開催される。